# راوخ
راوخ (بالفارسية: راوخ) هي قرية تقع في خراسان شمالي في إيران. يقدر عدد سكانها بـ 142 نسمة بحسب إحصاء 2016.